# Eurhythma
Eurhythma is een geslacht van vlinders van de familie grasmotten (Crambidae).

## Soorten
- E. argyphea (Turner, 1913)
- E. callipepla (Turner, 1915)
- E. cataxia (Turner, 1913)
- E. epargyra (Turner, 1913)
- E. latifasciella Turner, 1904
- E. polyzelota (Turner, 1913)
- E. xuthospila (Turner, 1913)